# Hirakodont
Hyracodontidae je izumrla družina nosorogov, endemičnih za Severno Ameriko, Evropo in Azijo med eocenom skozi zgodnji miocen od 55,8 do 20 milijonov let pr. n. št.
Imeli so dolge okončine in so bili brez rogov. Te živali so bile prvotno skromne po velikosti in so se hitro gibale. Razvile so se iz manjših predstavnikov Rhinocerotoidea v poznem eocenu in zgodnjem oligocenu. Kasneje so se razvili v velikane, ki so zavzemali tudi največje sesalce vseh časov Indricotheriinae.
Hirakodonti so se razvijali deževnih gozdovih Kazakhstana, Pakistana in jugozahodne Kitajske, bivše obalnega predela.